# رحى عدارية غزوية

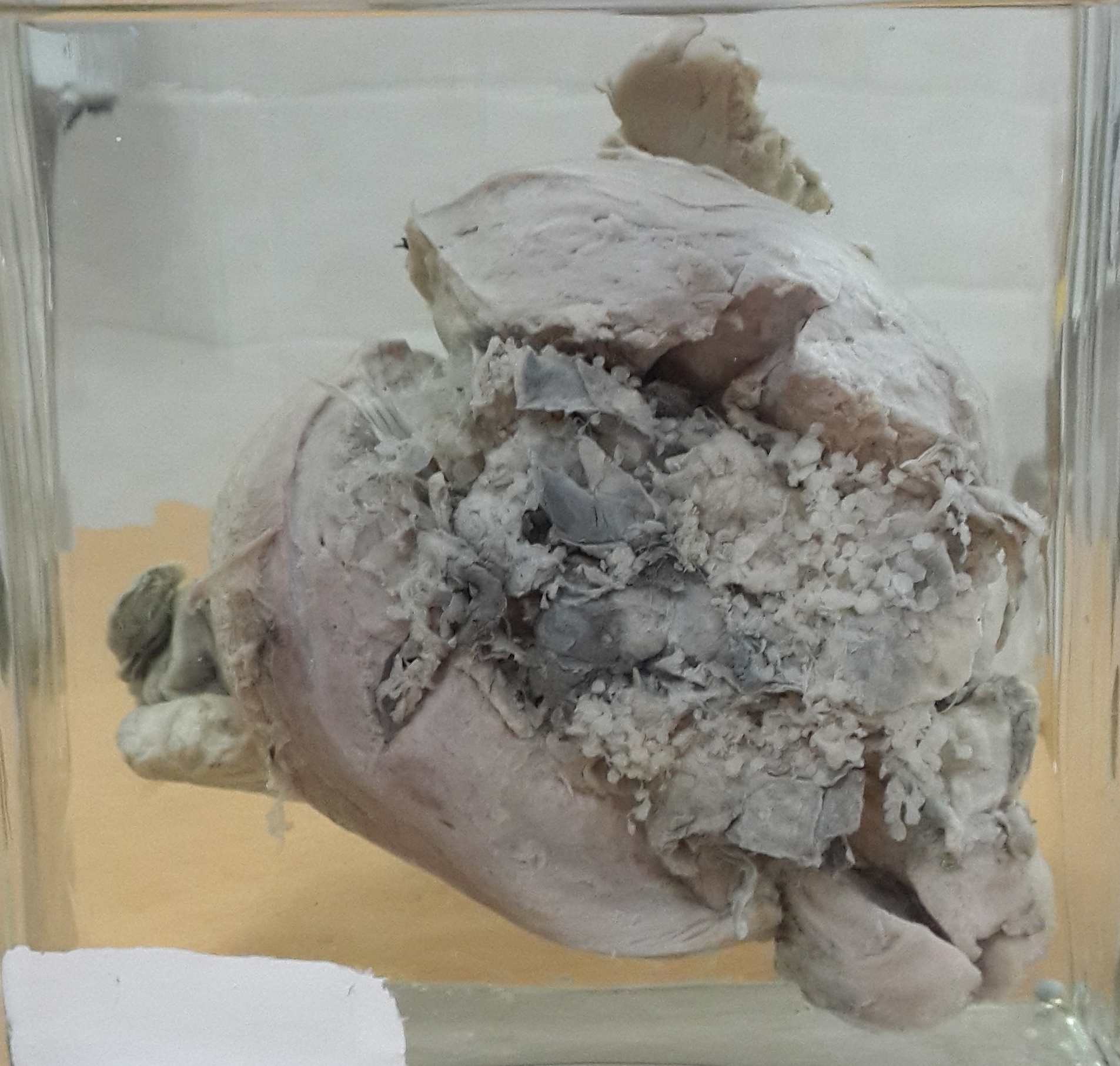
الرَحَى العُدارية الغَزَوية

الرَحَى العُدارِية الغَزَويَّة (بالإنجليزية: Invasive hydatidiform mole)‏ والمعروفة أيضاً بالرَحى الغَزَوية و الوَرَم الغُدي المَشيمائي المُخَرب، هو أحد أنواع الأورام التي تَنمو في الجدار العَضلي للرحم، وعادة ما تتشكل بعدَ الحمل، ومن الممكن أن تنتشر إلى أجزاء أخرى من الجِسم، مِثل المهبل والفرج وَالرئة.